# Willy Rivas
Willy Alexander Rivas Asín (ur. 4 czerwca 1985 w San Vicente de Cañete) – peruwiański piłkarz występujący na pozycji obrońcy, dwukrotny reprezentant Peru.

## Kariera klubowa
W rundzie jesiennej sezonu 2008/09 występował w Górniku Zabrze, do którego przeszedł z Universitario de Deportes. W Polsce rozegrał 4 mecze w Ekstraklasie, 3 w Pucharze Ekstraklasy i 7 w Młodej Ekstraklasie.

## Kariera reprezentacyjna
W 2010 roku rozegrał 2 mecze w reprezentacji Peru. Zadebiutował 9 października 2010 jako zawodnik Club Juan Aurich w towarzyskim spotkaniu z Kostaryką (2:0).

## Życie prywatne
Stryj piłkarza Fernando Pacheco.

## Sukcesy
Club Sporting Cristal
- mistrzostwo Peru: 2012